# Callum Connolly
Callum Alexander Connolly (Liverpool, 23 settembre 1997) è un calciatore inglese, difensore dello Stockport County.

## Statistiche

### Presenze e reti nei club
Statistiche aggiornate al 3 gennaio 2018.
| Stagione        | Squadra         | Campionato      | Campionato | Campionato | Coppe nazionali | Coppe nazionali | Coppe nazionali | Coppe continentali | Coppe continentali | Coppe continentali | Altre coppe | Altre coppe | Altre coppe | Totale | Totale | Totale |
| Stagione        | Squadra         | Comp            | Pres       | Reti       | Comp            | Pres            | Reti            | Comp               | Pres               | Reti               | Comp        | Pres        | Reti        | Pres   | Reti   |        |
| --------------- | --------------- | --------------- | ---------- | ---------- | --------------- | --------------- | --------------- | ------------------ | ------------------ | ------------------ | ----------- | ----------- | ----------- | ------ | ------ | ------ |
| mar.-apr. 2016  | Barnsley        | FLO             | 3          | 0          | FACup+FLT       | -               | -               | -                  | -                  | -                  | -           | -           | -           | 3      | 0      |        |
| apr.-mag. 2016  | Everton         | PL              | 1          | 0          | FACup+CdL       | -               | -               | -                  | -                  | -                  | -           | -           | -           | 1      | 0      |        |
| gen.-mag. 2017  | Wigan           | FLC             | 17         | 2          | FACup+CdL       | 1+0             | 0               | -                  | -                  | -                  | -           | -           | -           | 18     | 2      |        |
| 2017-2018       | Ipswich Town    | FLC             | 15         | 3          | FACup+CdL       | 0+0             | 0               | -                  | -                  | -                  | -           | -           | -           | 15     | 3      |        |
| Totale carriera | Totale carriera | Totale carriera | 36         | 5          |                 | 1               | 0               |                    | -                  | -                  |             | -           | -           | 37     | 3      |        |

## Palmarès

### Club

#### Competizioni nazionali
- Football League Trophy: 1

Barnsley: 2015-2016

### Nazionale
- Campionato mondiale Under-20: 1

Corea del Sud 2017